# Simfonija št. 7 (Šostakovič)
Dmitrij Šostakovič: Simfonija št. 7, C-dur op. 60, »Leningrajska«.
okviren čas trajanja: 75 minut

## Stavki
1. Alegretto
2. Moderato (poco allegretto)
3. Adagio-Largo-Moderato risoluto
4. Allegro non troppo

## Okoliščine nastanka
Simfonija je nastala leta 1941, v času nemške invazije na Leningrad. Skladatelj, ki je v tem času živel v mestu, se je večkrat zaman skušal prijaviti za vojno službo. Vsakokrat je bil zavrnjen kot neprimeren, ker naj bi nikdar ne bilo tako hudo, da bi morali takšni umetniki na fronto. Vseeno si je izprosil sodelovanje v gasilskih enotah, pomagal je pri izkopavanju obrambnih jarkov pred mestom, vseskozi pa tudi komponiral. Leningrad so nacisti oblegali 900 dni, kljub temu pa ni zamrlo delo v podjetjih in tovarnah, niti ustvarjanje poezije in glasbe. Čeprav ne največja v Šostakovičevem opusu, je Leningrajska simfonija zaradi svojega zgodovinskega ozadja postala sinonim nepremagljivosti in junaštva. Prve ideje zanjo je skladatelj zapisal 19. junija 1941, dokončal pa jo je decembra istega leta v Kjubiševu, kamor so ga oblasti skupaj z mnogimi znanimi umetniki evakuirale. V tem času je skladatelj zapisal: »Z bolečino, a tudi s ponosom gledam na ljubljeno mesto in njegove pogumne prebivalce, ki se bojujejo z lakoto in požari med bombnimi napadi...«. 20. septembra 1941 je v radijskih poročilih sporočil: »Pred eno uro sem končal drugi del moje velike simfonije. Zakaj vam to pravim? Zato ker hočem, da vsi Leningrajčani, ki me poslušajo, vedo, da se življenje nadaljuje in je treba svoje dolžnosti opravljati še naprej.« Simfonijo so nestrpno pričakovali po vsej Sovjetski zvezi. Partitura je zahtevala 80-članski orkester, vendar je bil takratni leningrajski radijski orkester smrti mnogih glasbenikov premajhen, da bi delo izvedel. Tako so po radiu poslali vabila vsem preživelim glasbenikom, poveljniki vojaških enot pa so dobili navodila, naj glasbenike oprostijo vojaških dolžnosti in jim dovolijo, da se pridružijo izvedbi simfonije. Radijski prenos izvedbe, pri kateri so sodelovali od lakote izmučeni glasbeniki okornih rok, so prenašale vse sovjetske radijske postaje. 
Nemci niso nikoli uspeli zavzeti mesta. Leningrad je januarja 1944 osvobodila Rdeča armada.